# Каменка (Ставропольский край)
Ка́менка — посёлок в составе Благодарненского городского округа Ставропольского края России.

## Географическое положение
Посёлок расположен в 115 км к северо-востоку от краевого центра и в 13 км к северу от районного центра.
На юго-востоке находится балка Казачья. Недалеко от Каменки располагался пруд, который в настоящее время пересох.
Общая площадь территории посёлка составляет 0,14 км².

## История
В 1966 году Указом Президиума ВС РСФСР посёлок фермы № 2 совхоза «Каменнобалковский» переименован в посёлок Каменка.
До 2017 года посёлок входил в упразднённый Каменнобалковский сельсовет.

## Население
| 1989 | 2002 | 2010 | 2014 | 2021 | 2023 |
| ---- | ---- | ---- | ---- | ---- | ---- |
| 181  | ↗303 | ↘295 | ↗300 | ↘280 | →280 |

По данным администрации Благодарненского муниципального района Ставропольского края на 1 января 2016 года в посёлке Каменка проживало более 300 человек.
Национальный состав
Согласно результатам переписи 2002 года в национальной структуре населения преобладают русские (90 %).

## Инфраструктура
Медобслуживание осущаствляет фельдшерско-акушерский пункт.
Населённый пункт обеспечен водоснабжением, газифицирован (вода поступает по подающему водоводу от резервуаров, расположенных рядом с селом Каменная Балка; газ транспортируется из газораспределительной системы Каменной Балки). Централизованное теплоснабжение в посёлке отсутствует.
Уличная сеть Каменки состоит из одной улицы (ул. Подгорная).

## Связь и телекоммуникации
В 2016 году в посёлке введена в эксплуатацию точка доступа к сети Интернет (передача данных осуществляется посредством волоконно-оптической линии связи). Имеется АТС.